# La Mancha
La Mancha er et område i Spanien syd for Madrid, der er en central del af den selvstyrende region Castilien-La Mancha.

## Byer
- Villarrobledo

## Andet
Romanen Don Quijote af Miguel de Cervantes foregår i La Mancha, og bl.a. derfor er området kendt for sine vindmøller.
Musicalen Man Of La Mancha skrevet af Joe Darion og Mitch Leigh i 1965 tager sit udgangspunkt i historien om 'Ridderen af den bedrøvelige skikkelse', Don Quijote. Det bedst kendte musikstykke fra musicalen er "The Quest", også kendt som "The Impossible Dream", indsunget af bl.a. Elvis Presley i 1972.
39°24′N 3°00′V / 39.4°N 3°V